# Marchais (Aisne)
Pour les articles homonymes, voir Marchais.
Marchais est une commune française située dans le département de l'Aisne, en région Hauts-de-France.
Ses habitants sont les Marchaisiens.

## Géographie
- 1Carte dynamique
- 2Carte OpenStreetMap
- 3Carte topographique
- 4Carte avec les communes environnantes

La rivière de la Souche passe sur le territoire de la commune de Marchais.

### Hydrographie
La commune est située dans le bassin Seine-Normandie. Elle est drainée par la Souche, la Buze, le cours d'eau 01 de la commune de Marchais et le cours d'eau 02 de la commune de Marchais,,.
La Souche, d'une longueur de 32 km, prend sa source dans la commune de Sissonne et se jette  dans la Serre à Crécy-sur-Serre, après avoir traversé douze communes.
La Buze, d'une longueur de 20 km, prend sa source dans la commune de Courtrizy-et-Fussigny et se jette  dans la Souche à Pierrepont, après avoir traversé dix communes.

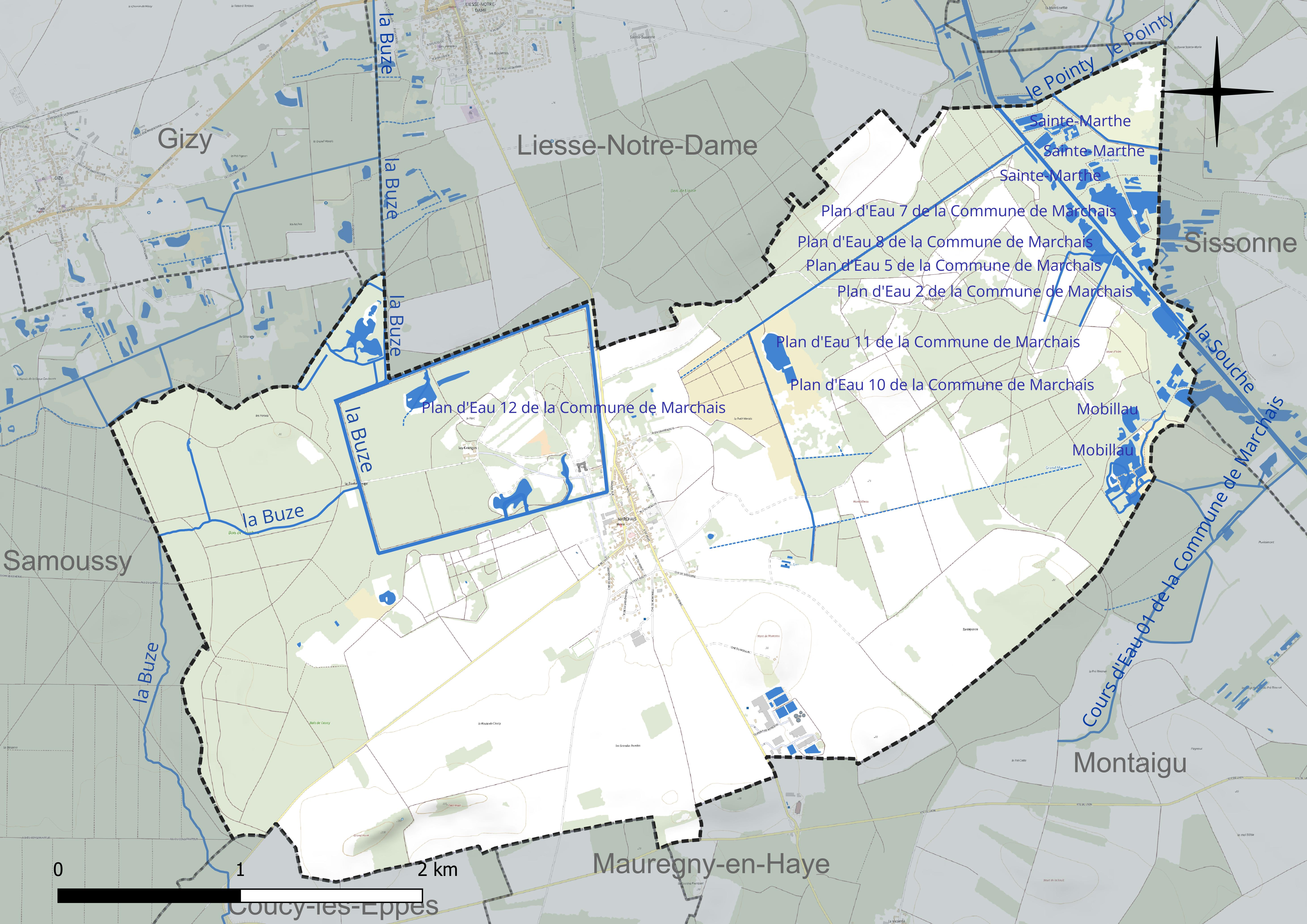
Réseau hydrographique de Marchais.

Divers plans d'eau complètent le réseau hydrographique : le plan d'eau 1 de la commune de Marchais (1,3 ha), le plan d'eau 10 de la commune de Marchais (0,5 ha), le plan d'eau 11 de la commune de Marchais (1,9 ha), le plan d'eau 12 de la commune de Marchais (1,7 ha), le plan d'eau 2 de la commune de Marchais (1,3 ha), le plan d'eau 3 de la commune de Marchais, d'une superficie totale de 0,4 ha (0,4 ha sur la commune), le plan d'eau 4 de la commune de Marchais (0,4 ha), le plan d'eau 5 de la commune de Marchais (0,9 ha), le plan d'eau 6 de la commune de Marchais (2,1 ha), le plan d'eau 7 de la commune de Marchais (3,2 ha), le plan d'eau 8 de la commune de Marchais (0,8 ha), le plan d'eau 9 de la commune de Marchais (0,5 ha), Mobillau (2,1 ha) et Sainte-Marthe (0,9 ha),.

### Climat
Pour des articles plus généraux, voir Climat des Hauts-de-France et Climat de l'Aisne.
En 2010, le climat de la commune est de type climat océanique dégradé des plaines du Centre et du Nord, selon une étude du CNRS s'appuyant sur une série de données couvrant la période 1971-2000. En 2020, Météo-France publie une typologie des climats de la France métropolitaine dans laquelle la commune est exposée à un climat océanique altéré et est dans la région climatique Nord-est du bassin Parisien, caractérisée par un ensoleillement médiocre, une pluviométrie moyenne régulièrement répartie au cours de l'année et un hiver froid (3 °C).
Pour la période 1971-2000, la température annuelle moyenne est de 10,2 °C, avec une amplitude thermique annuelle de 15,5 °C. Le cumul annuel moyen de précipitations est de 736 mm, avec 11,6 jours de précipitations en janvier et 8,6 jours en juillet. Pour la période 1991-2020, la température moyenne annuelle observée sur la station météorologique la plus proche, située sur la commune de Gizy à 4 km à vol d'oiseau, est de 11,0 °C et le cumul annuel moyen de précipitations est de 724,1 mm,. Pour l'avenir, les paramètres climatiques de la commune estimés pour 2050 selon différents scénarios d'émission de gaz à effet de serre sont consultables sur un site dédié publié par Météo-France en novembre 2022.

## Urbanisme

### Typologie
Au 1er janvier 2024, Marchais est catégorisée commune rurale à habitat dispersé, selon la nouvelle grille communale de densité à 7 niveaux définie par l'Insee en 2022.
Elle est située hors unité urbaine. Par ailleurs la commune fait partie de l'aire d'attraction de Laon, dont elle est une commune de la couronne,. Cette aire, qui regroupe 106 communes, est catégorisée dans les aires de 50 000 à moins de 200 000 habitants,.

### Occupation des sols
L'occupation des sols de la commune, telle qu'elle ressort de la base de données européenne d'occupation biophysique des sols Corine Land Cover (CLC), est marquée par l'importance des territoires agricoles (52,2 % en 2018), en diminution par rapport à 1990 (54,2 %). La répartition détaillée en 2018 est la suivante : terres arables (36,1 %), forêts (31,2 %), prairies (10,1 %), milieux à végétation arbustive et/ou herbacée (8,7 %), zones agricoles hétérogènes (6 %), zones humides intérieures (5,4 %), zones urbanisées (2,6 %).
L'évolution de l'occupation des sols de la commune et de ses infrastructures peut être observée sur les différentes représentations cartographiques du territoire : la carte de Cassini (XVIIIe siècle), la carte d'état-major (1820-1866) et les cartes ou photos aériennes de l'IGN pour la période actuelle (1950 à aujourd'hui).

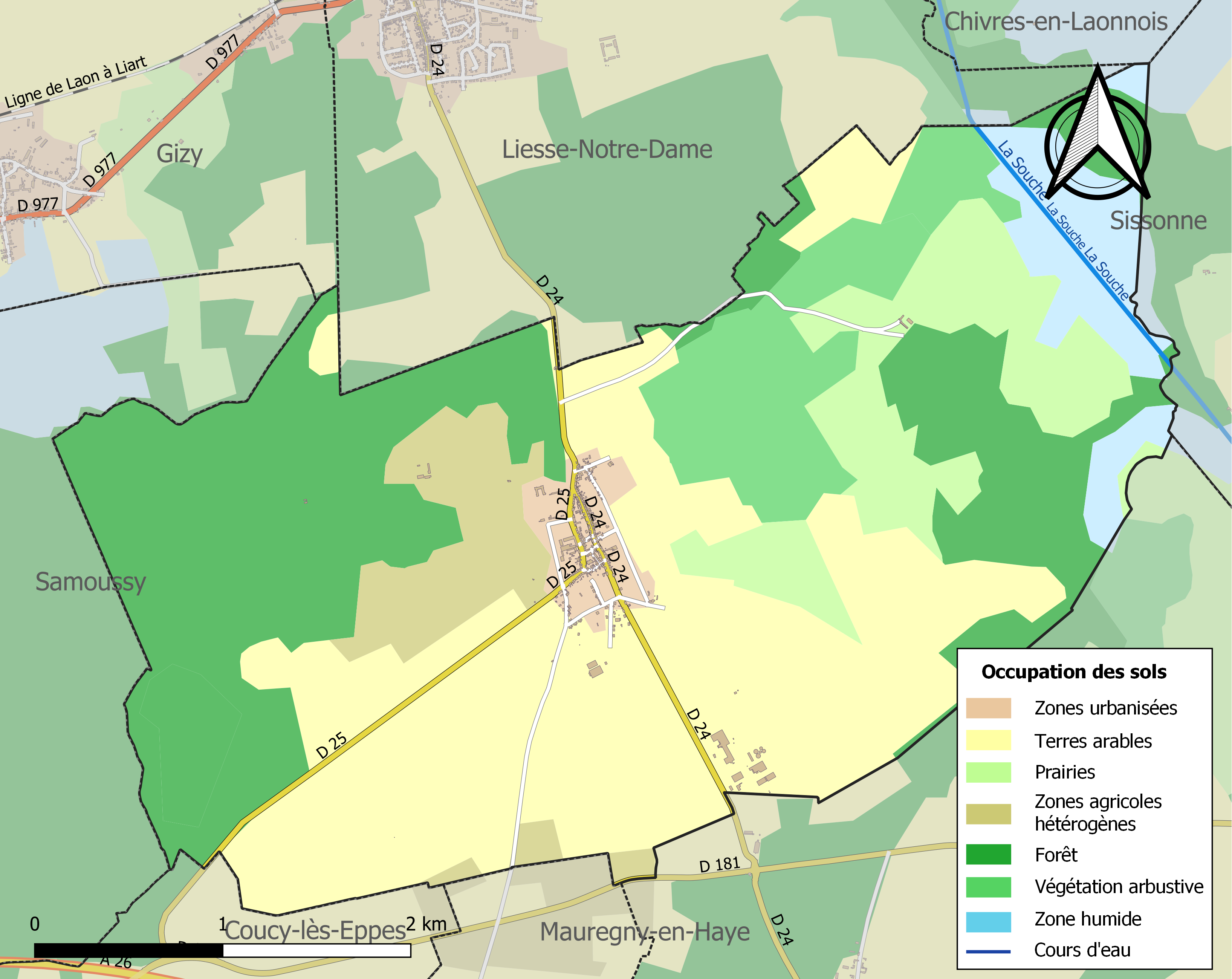
Carte de l'occupation des sols de la commune en 2018 (CLC).

## Toponymie
Le village  est cité pour la première fois sous l'appellation  latine de Terra Marconis au XIIe siècle dans un cartulaire de l'abbaye Saint-Martin de Laon.  L'orthographe du nom variera encore Marchaix, Marchaiz, Marchay, Marchays, Marchetz pour s'arrêter à l'orthographe actuelle Marchais au XVIIIe siècle sur la carte de Cassini.
De l'oïl marchés, marchais « marais , mare ».

## Histoire
Marchais a longtemps été entouré de marécages, avant l'assèchement du bassin au XVIe siècle.
Le village possède le « Domaine du Prince ou Château de Marchais » habité par la famille Grimaldi de Monaco.

## Politique et administration

### Découpage territorial
La commune de Marchais est membre de la communauté de communes de la Champagne Picarde, un établissement public de coopération intercommunale (EPCI) à fiscalité propre créé le 22 décembre 1995 dont le siège est à Saint-Erme-Outre-et-Ramecourt. Ce dernier est par ailleurs membre d'autres groupements intercommunaux.
Sur le plan administratif, elle est rattachée à l'arrondissement de Laon, au département de l'Aisne et à la région Hauts-de-France. Sur le plan électoral, elle dépend du canton de Villeneuve-sur-Aisne pour l'élection des conseillers départementaux, depuis le redécoupage cantonal de 2014 entré en vigueur en 2015, et de la première circonscription de l'Aisne  pour les élections législatives, depuis le dernier découpage électoral de 2010.

### Administration municipale
| Période                                  | Période                   | Identité             | Étiquette | Qualité                                                   |
| ---------------------------------------- | ------------------------- | -------------------- | --------- | --------------------------------------------------------- |
| 1875                                     |                           | Bernier              |           |                                                           |
| Les données manquantes sont à compléter. |                           |                      |           |                                                           |
| avant 1973                               | ?                         | Edouard Emile Noiron |           |                                                           |
| avant 1995                               | ?                         | Sylla Poindron       |           |                                                           |
| mars 2001                                | mars 2008                 | Bernard Immery       |           |                                                           |
| mars 2008                                | mai 2020                  | Gérard Gaigne        | DVG       | Retraité de l'enseignement Réélu pour le mandat 2014-2020 |
| mai 2020                                 | En cours (au 28 mai 2020) | Christophe Hanon     |           |                                                           |

## Démographie
L'évolution du nombre d'habitants est connue à travers les recensements de la population effectués dans la commune depuis 1793. Pour les communes de moins de 10 000 habitants, une enquête de recensement portant sur toute la population est réalisée tous les cinq ans, les populations de référence des années intermédiaires étant quant à elles estimées par interpolation ou extrapolation. Pour la commune, le premier recensement exhaustif entrant dans le cadre du nouveau dispositif a été réalisé en 2005.

En 2022, la commune comptait 391 habitants, en évolution de −9,07 % par rapport à 2016 (Aisne : −1,97 %, France hors Mayotte : +2,11 %).
| 1793 | 1800 | 1806 | 1821 | 1831 | 1836 | 1841 | 1846 | 1851 |
| ---- | ---- | ---- | ---- | ---- | ---- | ---- | ---- | ---- |
| 422  | 466  | 428  | 526  | 554  | 586  | 666  | 675  | 657  |

| 1856 | 1861 | 1866 | 1872 | 1876 | 1881 | 1886 | 1891 | 1896 |
| ---- | ---- | ---- | ---- | ---- | ---- | ---- | ---- | ---- |
| 679  | 656  | 635  | 608  | 606  | 571  | 557  | 549  | 504  |

| 1901 | 1906 | 1911 | 1921 | 1926 | 1931 | 1936 | 1946 | 1954 |
| ---- | ---- | ---- | ---- | ---- | ---- | ---- | ---- | ---- |
| 475  | 493  | 513  | 501  | 510  | 509  | 474  | 501  | 430  |

| 1962 | 1968 | 1975 | 1982 | 1990 | 1999 | 2005 | 2006 | 2010 |
| ---- | ---- | ---- | ---- | ---- | ---- | ---- | ---- | ---- |
| 374  | 392  | 343  | 384  | 364  | 381  | 364  | 360  | 379  |

| 2015 | 2020 | 2022 | - | - | - | - | - | - |
| ---- | ---- | ---- | - | - | - | - | - | - |
| 423  | 389  | 391  | - | - | - | - | - | - |

## Le château de Marchais

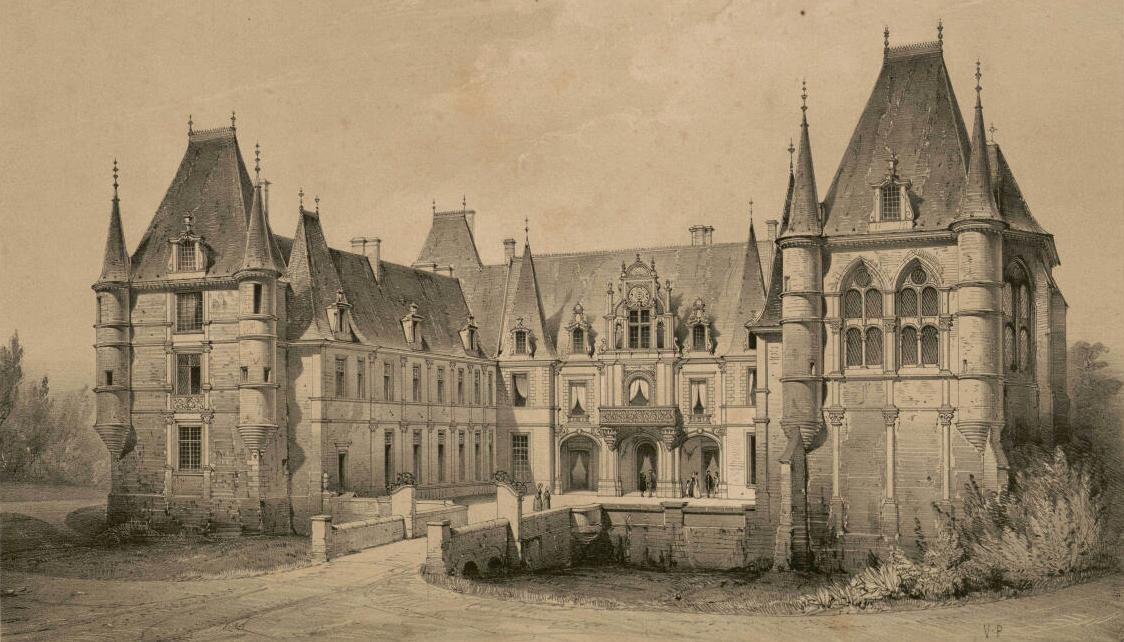
Le château de Marchais.

Un premier château exista à Marchais au Moyen Âge. Il datait, croit-on, de la première croisade et appartenait au baron d'Eppes.
Avec le développement du pèlerinage de Notre-Dame de Liesse, le château devint une étape pour les rois de France qui se rendaient non loin de là, à la basilique de Notre-Dame-de-Liesse. Le premier fut Charles VI, puis vinrent Louis XI, François Ier le 28 août 1528 et en 1538.
En grande partie ruiné, le château fut reconstruit vers 1540 par Nicolas de Boussu, ou Bossut, comte de Longueval, surintendant des finances de François Ier, gouverneur de Champagne et de Brie. Situé dans un lieu autrefois marécageux, arrosé par la rivière de la Souche, son domaine est cerné de canaux en eaux.

### Les Lorraine-Guise et les Condé
En 1553, cette demeure et son domaine sont achetés à son fils par Charles de Lorraine-Guise, cardinal et archevêque de Reims, qui y accueille Henri II accompagné par la reine et ses fils, le 13 juin 1554. Charles de Lorraine accroît le domaine par plusieurs acquisitions et fait embellir le château de Marchais par le Primatice, architecte des Lorraine-Guise, tout comme il fait embellir son domaine de Meudon.
Henri II revient à Marchais en 1557 pour préparer la levée du siège de Saint-Quentin puis en juillet 1558 pour passer en revue les troupes du duc de Guise, troupes qui s'étendaient alors à une lieue et demie autour du château. Henry II déjà venu deux fois avec son père revient en 1559 lors de son pèlerinage à Notre-Dame de Liesse. Charles IX séjourna trois fois au château, la première après son sacre à Reims, puis en 1564 et 1566, chaque fois accompagné par la reine-mère Catherine de Médicis.
Au cardinal de Lorraine, mort en 1574, succède son neveu, Henri 1er de Lorraine-Guise, puis le fils de celui-ci, Charles 1er de Lorraine-Guise puis sa veuve, Henriette-Catherine de Joyeuse, et leur fille, Marie de Lorraine-Guise.
Le domaine eut beaucoup à souffrir des réformés qui occupaient le pays Laonnois et le ravagèrent plusieurs fois avant que la duchesse de Joyeuse l'eut en douaire et le remit en état d'accueillir, en 1602, la reine de France Marie de Médicis, venue à Liesse remercier Notre-Dame, patronne des rois de France, pour la naissance de Louis XIII.
À la mort de Marie de Lorraine-Guise, en 1688, le domaine de Marchais et Liesse passe à ses cousines la princesse de Condé et sa sœur, la duchesse de Hanovre, qui le vendent finalement en 1719. L'acquéreur est le petit-fils de la princesse de Condé, Louis IV Henri de Bourbon-Condé, alors époux  de Marie-Anne de Bourbon-Conti. Cette dernière décède prématurément en  1720 et Marchais passe à son héritière, sa sœur, Louise Adélaïde de Bourbon-Conti, « Mademoiselle de La Roche sur Yon ».
Cette dernière vint à Marchais en 1730.
Carte de Cassini

|  |  |

La carte de Cassini montre qu'au XVIIIe siècle, Marchais  est une paroisse qui comporte une église et un château.
Une route pavée relie le village à celui de Liesse.
Le parc du château, traversé par de nombreuses allées, occupe une surface très importante. Un chemin rectiligne bordé d'arbres relie le parc aux étangs de Liesse.
Deux moulins à vent et un moulin à eau sur la rivière la Souche, aujourd'hui disparus, figurent sur le plan.
Des trois fermes qui sont représentées sur le plan qui approvisionnaient le château en vivres : Tuilerie, Punisimont et Bugnicourt, seule cette dernière existe encore de nos jours sous le nom de Bénicourt.

### D'une famille princière à une autre
En 1738, elle vend le domaine de Marchais et Liesse à Georges René Binet, seigneur de Saint-Preuve, de Boisgiroult, valet de chambre du roi Louis XV. En 1740, Georges-René Binet obtient l'érection par Louis XV de la seigneurie de Marchais et Liesse en baronnie. En 1747, il donne cette baronnie à son fils, Eustache Gérard Binet, seigneur de Sainte-Preuve, gouverneur du château du Louvre et de la tour de Cordouan, lors de son mariage. À son décès, sans postérité, en 1780, Marchais passe à sa veuve, Elisabeth Josephe de Laborde, fille du fermier général Jean-François de Laborde. Elle se remarie en 1781 avec Charles Claude Flahaut de La Billarderie, directeur des bâtiments du roi Louis XVI.
En 1801, elle vend le domaine de Marchais à Pierre-François Aumont, marchand de chevaux à Caen, mort en 1802. L'année suivante, son domaine de Marchais est acheté par le banquier Médard Desprez.
Lorsque ce dernier fait faillite, en 1807, Marchais est repris par l'un de ses créanciers, Frédéric de Pourtalès, qui n'y habite pas.
En 1821, Frédéric de Pourtalès reçoit à Marchais la duchesse de Berry, venue à Notre-Dame de Liesse remercier la Vierge pour la naissance de son fils, le duc de Bordeaux.
En 1837, il revend le domaine au comte Achille Joseph Delamare. Ce dernier fait faire d'importants travaux de remise en état et de réaménagement au château. Il fait redessiner le parc à l'anglaise.

### Les princes de Monaco
En butte à des difficultés financières, le comte Delamare revend le domaine de Marchais en 1854 à la princesse Antoinette de Monaco, née Antoinette de Mérode-Westerloo, épouse du prince Charles III de Monaco.
D'origine belge, la princesse apprécie, avec son époux, le séjour de Marchais, où a lieu, en 1869, le mariage de leur fils, le futur prince Albert Ier avec Lady Mary Victoria Hamilton, cousine de l'empereur des Français Napoléon III.
Après le décès du prince Charles III, survenu à Marchais en 1889, son fils, le prince Albert Ier organise de nombreuses chasses sur le domaine, y recevant notamment le roi Charles Ier de Portugal.
Scientifique, le prince Albert Ier fait de Marchais, comme de Monaco, un centre des sciences.
C'est dans cette propriété qu'en juin 1906, Maurice Léger s'installe pour mettre au point son prototype d'hélicoptère. Il décollera de 80 cm, avec un pilote à bord le 13 juin 1907, et ses essais prometteurs s'arrêteront là.
Durant la Première Guerre mondiale, le domaine est occupé par un état-major allemand et subit de nombreuses déprédations, mais échappe à la destruction.
À la fin de 1914, le prince Albert Ier est sollicité pour acquitter partie d'une rançon de 500 000 francs exigée par les Prussiens aux communes de Sissonne et Marchais.
Au prince Albert Ier, succède son fils, le prince Louis II, puis la fille de celui-ci, la princesse Charlotte de Monaco, inhumée à Marchais, à son décès, en 1977.
Autrefois, les habitants du village pouvaient jouer aux boules à la saison estivale dans l'allée du château. En raison des paparazzis cherchant à photographier ses filles, le prince Rainier III finit cependant par fermer le domaine.
Le domaine appartient toujours à la famille Grimaldi de Monaco. D'une superficie de 1 500 ha, une moitié est dédiée à la chasse, l'autre est cultivée.

## Lieux et monuments
- Église Saint-Martin, qui semble dater du XIIe siècle, avec des remaniements aux XVe et XIXe. Elle comporte des fonts baptismaux du XIIe siècle[38].

## Personnalités liées à la commune
- Guillaume d'Ercuis